# أرتميس
آرتميس أو أرتيميس أو أرتميس (باليونانية القديمة: Άρτεμις)، بحسب أساطير الإغريق، هي إلهة الصيد والبرية، حامية الأطفال، وإلهة الإنجاب، العذرية، والخصوبة. وتعتبر أرتميس إحدى أهم، وأقوى، وأقدم الآلهة الإغريقية، حيث أنها تنتمي للأولمبيين، أو الآلهة الإثنا عشر. هي ابنة كلا من زيوس، ملك الآلهة، وليتو، وهي أيضًا الأخت التوأم لأبولو}. غالبا ما كانت أرتميس تُجسد وفي يدها قوس وسهام، وكان الأيل وشجر السرو مقدسين بالنسبة لها. وفي فترة لاحقة خلال العصر الهليستني، لعبت أرتميس دور إليثيا، الإلاهة الكريتيّة، التي تساند النساء عند الولادة.
قورنت أرتميس في وقت لاحق بسيليني، تيتانة كانت في السابق إلهة القمر الإغريقية، حيث كانت تُجسد في بعض الأوقات وهلال فوق رأسها. كما قورنت بإلهة الصيد الرومانية «ديانا»، الإلهة الأتروسكانية «أرتومة»، وإلهة كاريا «هيكاتي». يرى بعض الباحثين أن هذا الاسم، والإلهة نفسها، ليست نتاج فكر الإغريق القدماء، بل تعود لقبل نشوء الحضارة الإغريقية. يُشير إليها هوميروس بصفتها «أرتميس ابنة البراري» و«سيدة الحيوانات».

## أصل التسمية
يُعتقد أن الاسم «أرتميس» مرتبط نوعًا ما بالكلمة اليونانية "ἀρτεμής" بمعنى «آمن وسليم»، التي تجد أصلها من كلمة "αρ" التي تعني «يُلائم»، أو من كلمة "ἄρταμος" بمعنى «جزّار». وهناك نظريات أخرى تفترض أن التسمية تجد مصدرها من الكلمة الهندو أوروبية القديمة "h₂ŕ̥tḱos" بمعنى «دب»، وذلك عائد لعبادتها من قبل الكلتيين في منطقة براورون، وشبه جزيرة أكروتيري في كريت، كما توضح الآثار التي عُثر عليها هناك وتبين أنها تعود للعصر الحجري القديم. يُعتقد أن هذه العبادة كان من بقايا طقوس أرواحية وطوطمية قديمة جدًا كانت تُشكل جزءًا من عبادة الدببة التي دأبت عليها الكثير من الحضارات الهندوأوروبية القديمة. يفترض البعض أن لهذا الاسم ارتباط بأسماء آلهة أناضولية، حيث أن أقدم النقوش التي تشهد على استخدام هذا الاسم منذ القدم، هي نقوش إغريقية ميسينية عُثر عليها في بيلوس، ومن المعروف أن الميسينين انتشروا على سواحل آسيا الصغرى واليونان المقابلة. بُجّلت أرتميس في ليديا بصفتها الإلهة أرتيموس.

## الولادة

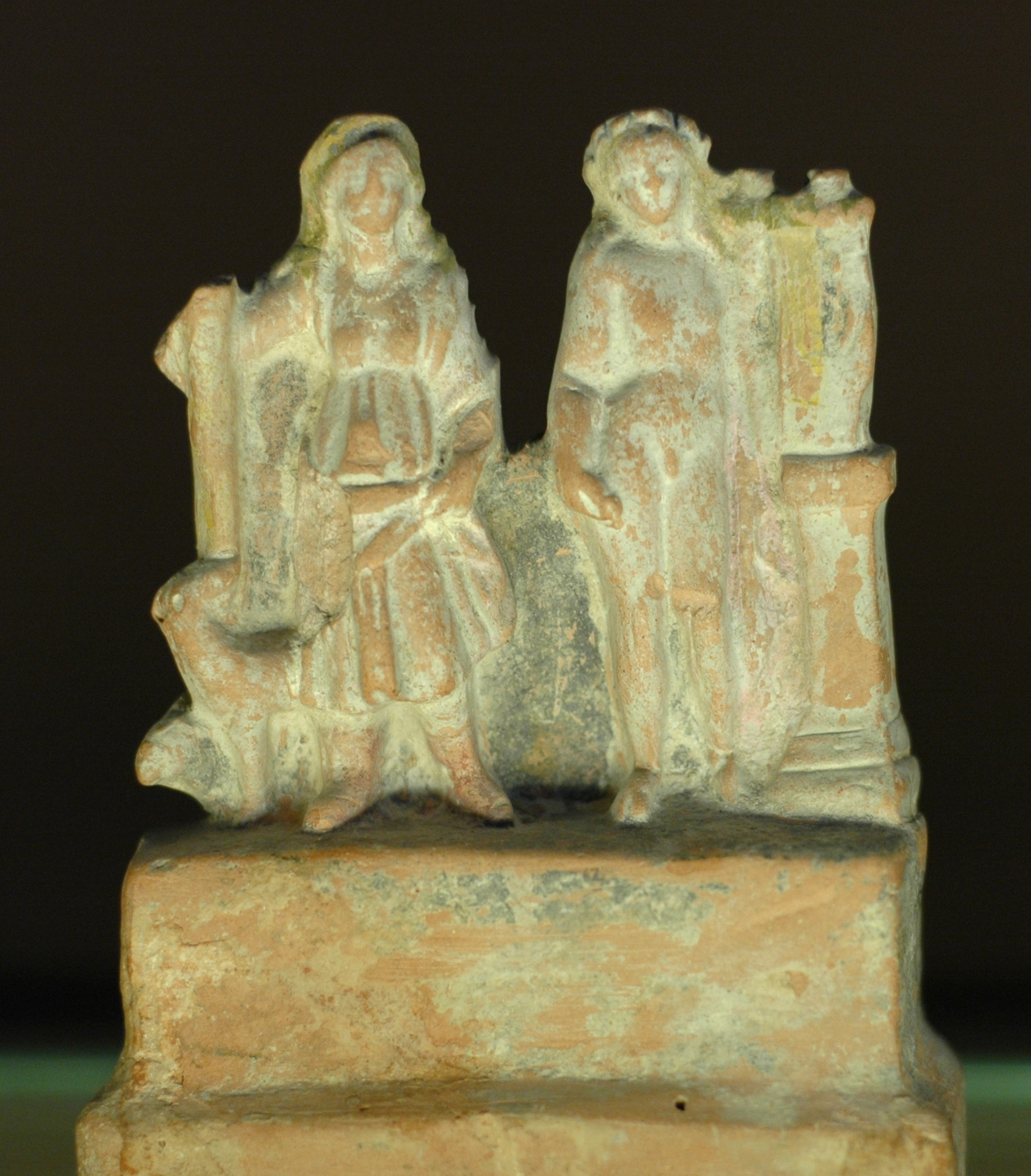
أبولو وأرتميس، منحوتة من الترّاكوتا (الطين النّضيج)، عُثر عليها في ميرينا، تعود لقرابة العام 25 قبل الميلاد.

اختلفت الأساطير حول وقائع الولادة، إلا أن أكثرها شهرة تنص على أن الأخوان التوأم هما نتيجة حمل ليتو من زيوس، بعد أن خان زوجته معها، ويقول الشاعر اليوناني كليماخوس أن هيرا أصرت على معاقبة ليتو بعدة طرق، بإرسال أصلة ضخمة على إثر الأخيرة، ومنعها من الولادة في مكان تشرق فيه الشمس. لذلك، نقلها زيوس إلى جزيرة «ديلوس» الموجودة تحت الماء حتى يحين موعد الولادة. وتنفي بعض الأساطير ولادة أرتميس في ديلوس، وتذكر أنها قد وُلدت في جزيرة أورتيغيا عوضًا عن ذلك، إلا أن تسميتها بأرتميس ديلوس في بعض الأساطير تعتبر دلالة على مكان ولادتها. كما تنص بعض الأساطير أن أورتيغيا اسم قديم لجزيرة ديلوس، لكن هذا يعتبر الاختلاف الوحيد في الأسطورتين. وفي أسطورة أورتيغا، قام زيوس بتحويل ليتو إلى طائر سمانى ليمنع هيرا من اكتشاف عصيانه لها، ويقول المؤرخ «كينيث مكليش» أن تحويل ليتو إلى سمانى كان سيخفف من آلام الولادة عليها، إذ أن الأنثى من هذه الطيور لا تعاني كثيرا عند وضعها البيض.
تختلف الأساطير حول ما إذا كانت أرتميس ولدت قبل أبولو أم العكس، ولكن بحسب معظمها، ولدت أرتميس قبل أخيها بيوم، فقامت فورًا بعد الولادة بمساعدة أمها على ركوب السلم المؤدي إلى مكان ما في الجزيرة، أو المؤدي إلى جزيرة ديلوس بعد ولادتها في أورتيغيا، حيث ولد أخيها أبولو.

### طفولتها

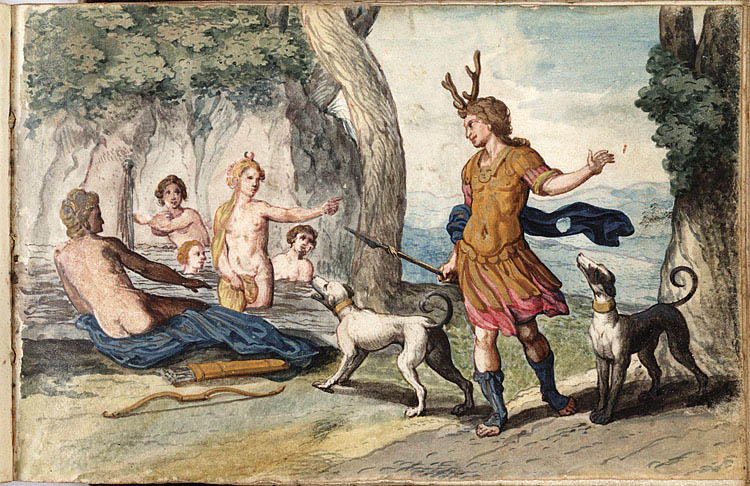
أرتميس ومرافقاتها وكلابها.

إن طفولة أرتميس ليست مجسدة بأي أسطورة باقية حتى اليوم: فالإلياذة قللت من شأن إلاهة الفزع هذه، وجعلت منها فتاة هرعت باكيةً إلى أحضان والدها زيوس بعد أن ضربتها هيرا. وفي قصيدة لكليماخوس – الإلاهة «التي تروّح عن نفسها بالصيد في الجبال» – تبرز بعض الصور الموجزة عن طفولتها: فعندما كانت أرتميس تبلغ 3 سنوات من العمر طلبت من والدها زيوس، أثناء جلوسها على ركبته، أن يحقق لها ستة أمنيات. كانت أمنيتها الأولى أن تبقى عذراء للأبد وأن لا تتقيد بالزواج على الإطلاق. وبعد ذلك طلبت منه كلاب مشذبة الآذان، أيائل لتقوم بجر عربتها، وحوريات ليكنّ مرافقات لها في الصيد، 60 منهم من النهر و20 من المحيط، وبالإضافة لذلك طلبت قوسًا فضيًا مثل أخيها أبولو، وقام زيوس بتحقيق جميع أمنياتها. كذلك فقد تمنّت ألا تُكَرَّس أي مدينة لها، بل أن تحكم الجبال، وتساعد النساء على تحمّل آلام المخاض.
آمنت أرتميس أن الأقدار اختارتها لتكون قابلة، خاصة بعد أن ساعدت والدتها في وضع أخيها أبولو. بقيت كل مرافقات أرتميس عذراوات للأبد، وقامت هي بنفسها بالحرص على عفتها وعفتهنّ على الدوام. يقول كليماخوس أن أرتميس قضت صباها وهي تبحث عن كل ما تحتاجه لتصبح صيّادة، وكيف حصلت على قوسها والسهام من جزيرة ليباري، حيث كان هيفيستوس والسكلوب يصنعان الأسلحة للآلهة. كذلك يذكر كيف اتجهت إلى بان إله الغابات، الذي قدّم لها 13 كلبًا: سبعة منها إناث والستة الباقين ذكور. ثم أمسكت بنفسها بستة أيائل ذهبية القرون لتجرّ عربتها. تمرّنت أرتميس على استخدام قوسها عبر إطلاق السهام على الأشجار أولاً، ثم على الحيوانات البرية.

## جوانب شخصيتها

### طبعها
بحسب الأساطير كانت صديقة للبشر، وكجميع الأولمبيون كان لها مفضلين من البشر، لكنها لم تستطع حمايتهم جميعا من الأخطار. كانت إلاهة عذراء، شابة ومنطلقة، تؤمن بالحرية والاستقلال وتحب حياة الخلاء. تعارض الزواج كونه قيدًا للمرأة في رأيها ولا تحب مصاحبة الرجال كثيرًا، إلا أنها كانت ترافق بعضًا منهم مثل أوريون أثناء الصيد. لكنها كانت في بعض الأحيان سريعة الغضب والانتقام.

### إلهة عذراء

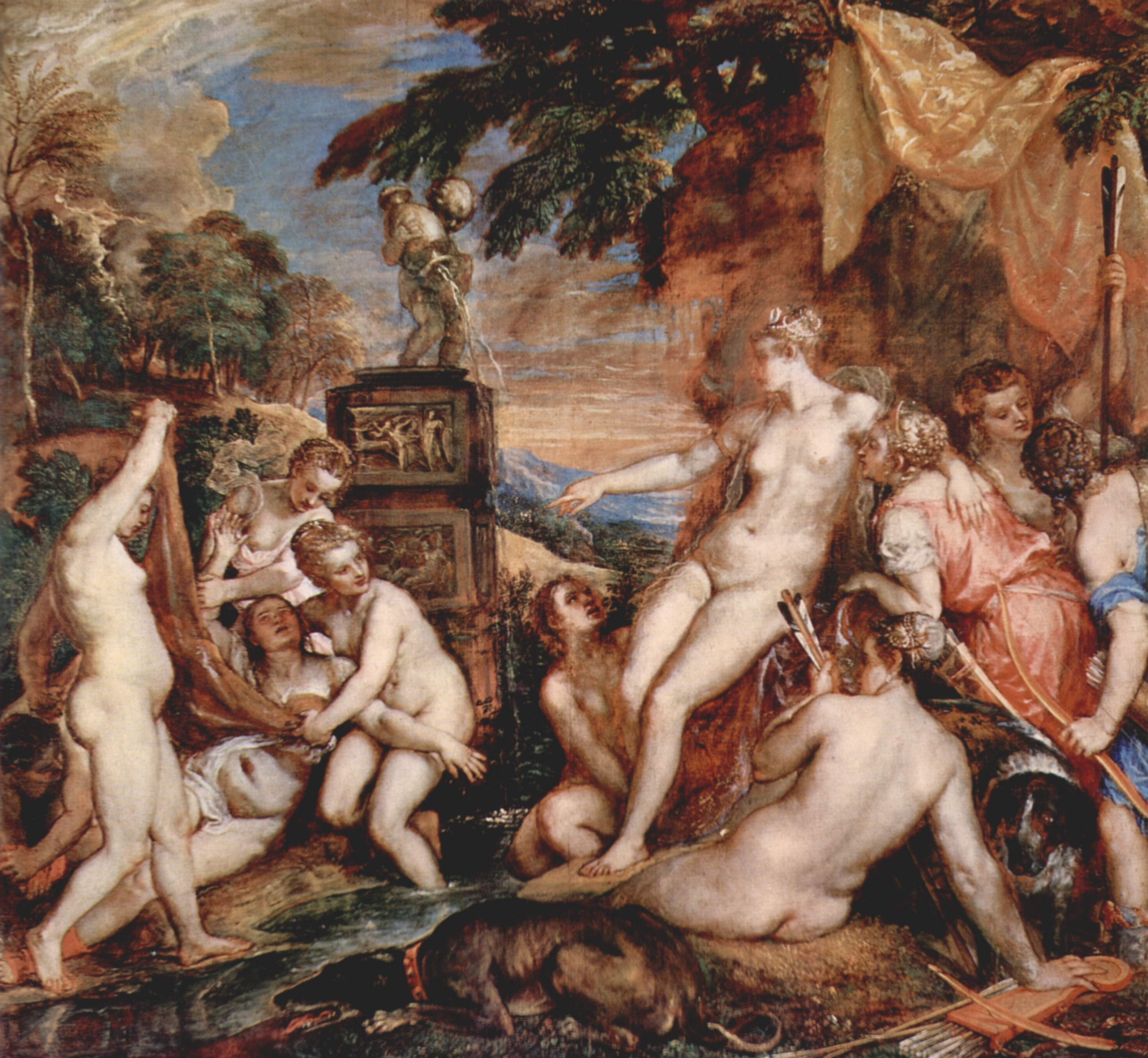
ديانا وكاليستو، بريشة تيتيان.

هي إحدى ثلاثة إلهات ذات مناعة ضد سحر وقوة أفروديت، والاثتنان الأخرتان هما أثينا وهيستيا. من الجدير بالذكر أنها كانت مهتمة بعفتها وعذريتها منذ صغرها، في بعض الأساطير منذ أن كانت في الثالثة من عمرها، حيث جلست على حضن أبيها لتطلب منه تحقيق بعضًا من أمانيها، أولها العذرية الأبدية، ثم تمنت أن تكون جميع حورياتها صغارًا في السن (في التاسعة من العمر تقريبًا)، حيث كان ذلك العمر هو نفسه فترة الدخول إلى سن المراهقة والنضوج في اليونان القديمة، وجميعهن عذراوات بطبيعة الحال. ثم تمنت الحصول على عربة فضية (أو ذهبية) تقودها. تحتم على جميع توابعها أن يلتزمن بالعفة في حياتهن وأن يحافظن على عذريتهن، وكانت تلحق بمن حاول أن يسلب منها عذريتها العذاب القاسي والشديد. يُذكر بأنها قد مرت بالعديد من المحاولات من قبل الرجال للاعتداء عليها، إلا أن محاولاتهم جميعا باءت بالفشل، وأهم مثال على ذلك قصة أكتيون، الذي خرج للصيد فوجد أرتميس صدفة وهي تستحم في بحيرة، لكن لجمالها استمر في اختلاس النظر حتى ضبطته، فحولته في خضم غضبها العارم إلى أيل، مما أدى إلى هجوم كلابه عليه وتمزيقه إربًا. كذلك، عندما اكتشفت حمل كاليستو من زيوس، والتي كانت إحدى حورياتها، أردتها قتيلة بإحدى سهامها.

## وصفها

### الهيئة الخارجية
صُورت أرتميس في مواقف وكتابات عدة كفتاة ذات مقدار من الجمال واللطف، يُعادل جمال حورياتها، إلا أنها كانت ذات صفات معينة تميزها عنهن. كذلك، فقد قورنت العديد من النساء في الأساطير الإغريقية بجمالها، من أمثال «بينيلوبي». كذلك، نُسبت إليها بعض الصفات الأخرى مثل الطول وامتلاكها لأجنحة، لكنها لم توصف قط بكونها ذات ملامح رجولية أو قاسية. ويقدم هذا تفسيرًا لسبب استمرار أرتميس في الدفاع عن نفسها وعذريتها ضد الرجال. تظهر أرتميس في الفن التقليدي الإغريقي بصورة صيادة بتول ترتدي تنورة نسائية قصيرة، بالإضافة لزوج من أحذية الصيد وعلى جنبها جعبة السهام وبيدها قوس.

### قدراتها القتالية
تميزت بقوتها الجسدية وذكائها، إلا أنها لم تكن ضليعة بأمور الحرب كأخيها، لكنها كانت تستطيع معاقبة من تريد بأمر زيوس، كما حدث مع الملكة نيوبي، عندما تفاخرت بأبنائها الإثني عشر، وأهانت ليتو لإنجابها مجرد ابنين، ألا وهما أرتميس وأبولو. ولثأر أمهما، قاما بقتل جميع أبناء نيوبي بسهامهما، حيث تولى أبولو قتل الذكور الستة، بينما قتلت أرتميس الإناث الست.

## وظيفتها

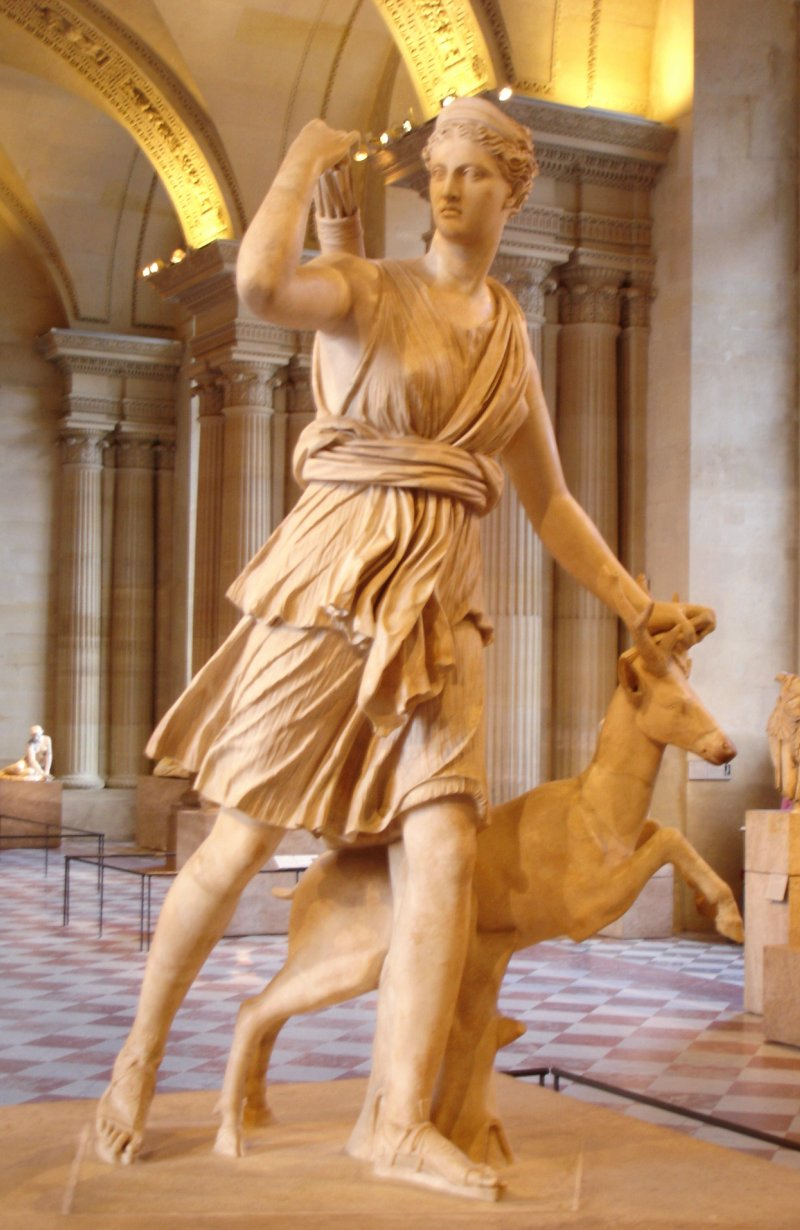
تمثال آرتميس وبجانبها أيل، أحد رموزها الأساسية.

لطالما اعتبرت أرتميس إلاهة ذات تناقضات كثيرة، حتى في وظائفها، فوظيفتها الرئيسية هي الطواف في البراري والأدغال والأراضي الغير معمرة والصيد بواسطة قوسها الفضي الذي صنعها لها هيفيستوس والسيكلوب وسهامها، وحماية الصيادين أثناء رحلاتهم.
إلا أنها أيضًا تعمل على حماية الحيوانات وتقديسها عندما تطوف هذه المناطق بواسطة عربتها الفضية برفقة حورياتها، أو عندما تطوفها رقصًا فتبارك وتحمي الحيوانات الصغيرة بواسطة صنادلها الفضية. وتصب غضبها على من يتعدى على مقدساتها، كما حدث مع أغممنون أثناء حرب طروادة، حيث أنها منعت الرياح من الهبوب فتوقف أسطوله البحري بأكمله، نتيجة قتله لأيل في المنطقة المقدسة أو المحمية، أي ملجأ أرتميس في براورون.
إلى جانب ذلك، فهي تهتم بأمور المرأة، حيث كانت تحفظ وتحمي الفتيات الصغيرات وتستمر في ذلك حتى مرحلة البلوغ والنضوج، لذلك كانت الفتيات المقبلات على الزواج يقمن بتقديم دمية صغيرة أو خصلة من شُعُورِهِنْ قربانًا لها، استعدادًا للحياة الزوجية. لكنها تلام في العادة عند الموت المفاجئ للنساء، حيث تُطلق سهامها على المرأة فتقتلها على الفور، إلا أنها قد تستخدم هذه السهام لسلب حياة الموعودين بالذهاب لأراض خيالية تدعى سيريا بعد الموت. كذلك، وبالرغم من كونها إلاهة عذراء، فإنها تساعد النساء أثناء الإنجاب. وقد يرجع هذا الأمر إلى مساعدتها لوالدتها أثناء إنجابها لأبولو، وعدم تسببها لأي ألم أثناء إنجابها.
وأيضًا، من مهامها العديدة حماية الأطفال من الأخطار المختلفة، وبخاصة الحديثي الولادة، سواء أكانوا ذكورًا أم إناث.

## العبادة

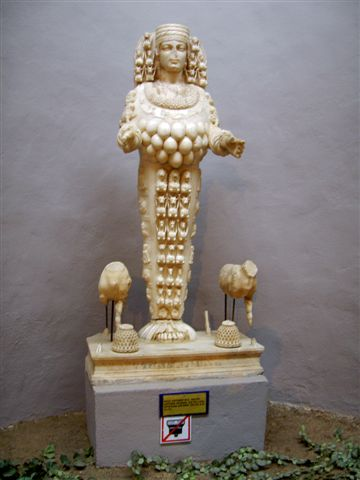
تمثال لسيدة أفيسوس التي تمثل أرتميس لدى شعب أفيسوس.

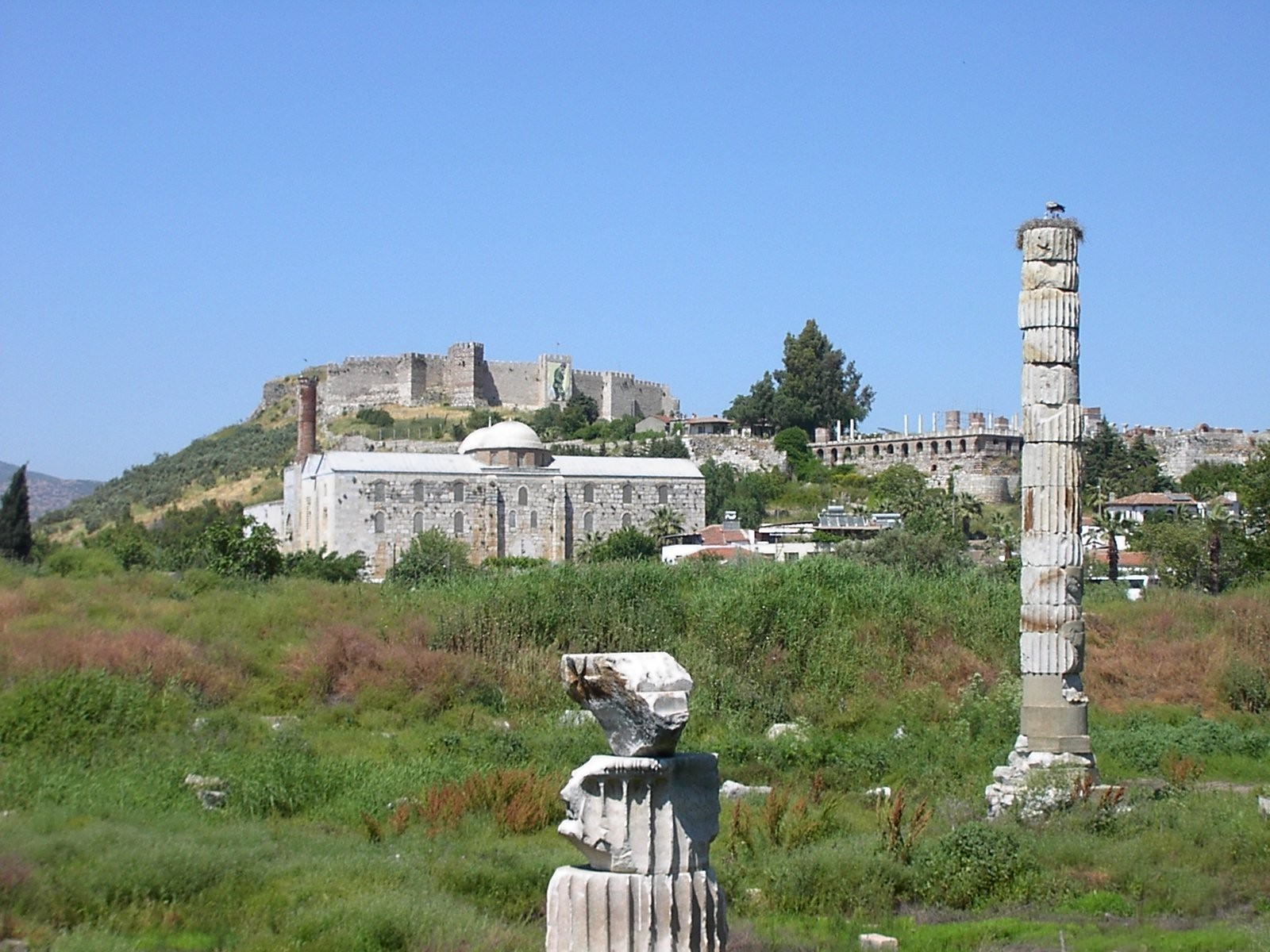
بقايا معبد أرتميس في إيونيا بتركيا.

انتشرت عبادتها في معظم المدن الإغريقية كإلهة ثانوية، بالرغم من أهميتها الكبيرة، إلا أن عبادتها كإلهة رئيسية كانت منتشرة كثيرًا في آسيا الصغرى (تركيا حاليا)، ولكن كإلهة الخصوبة إلى جانب الصيد. بُني معبد لأرتميس في أفيسوس، عاصمة آسيا الصغرى في القدم، والذي يُعتبر إحدى عجائب الدنيا السبع، مما يبين مدى التزام شعب تلك البلاد بعبادتها. لكن التماثيل التي وُجدت والشعائر الدينية كانت مختلفة تماما عن تلك الموجودة في الإغريق القديمة، حيث كانت تتم على الطريقة الشرقية، ولذلك خُلِطَ أحياناً بين أرتميس وإلهة أخرى هي «سيبيل»، الآلهة الأم في تلك المنطقة، والتماثيل كانت تمثلها كامرأة منتصبة ذات عقد غريب الشكل، غير معروف إلام يرمز، إما لمجموعة من الفواكة، إكليل من الزهور، عدد من الأثداء الزائدة، أو خصية ثور التي كانت تُقدم قربانًا لها كما يقول الباحثون المعاصرون، إلا أنه لم تتكون نظرية ثابتة حول ماهيتها. مما هو جدير بالذكر أن معظم الشعوب أو المناطق التي كانت عبادتها منتشرة فيها بشكل كبير لم تكن اهتمامًا كبيرًا بأخيها أبولو، كما أن معظم هذه القرائن لا تمت للآلهة الإغريقية بأية صلة إلا من ناحية الاسم.
كانت تُقام العديد من المناسبات والاحتفالات إكرامًا لأرتميس، أهمها «براورونيا»، التي كانت تقام في براورون، وحفلة أرتميس «أورثيا»، التي كانت تقام في أسبارطة، حيث كان الشبان يقومون بسرقة قطع الجبن من المذبح، ثم يُجلدون بالسوط. إن تفسير هذا التقليد غير معروف، حيث أنه قد ضاع بمرور الزمن.
أما بالنسبة لتوابعها أو كهنة معبدها، فكن من الفتيات اللاتي وصلن لمرحلة البلوغ، حيث يدخلن لهذه العبادة مباشرة، وفي حال قررت إحدى الفتيات الزواج، فعليها تقديم كل ما مثّل عذريتها، من خصلات شعرها إلى الدمى على المذبح، ثم ترك الأراضي التي أقيم عليها المعبد نهائيا. أما الرجال، فقد عُبدت من قبلهم كإلهة صيد في الغالب.

### الأراضي والملاجئ المقدسة

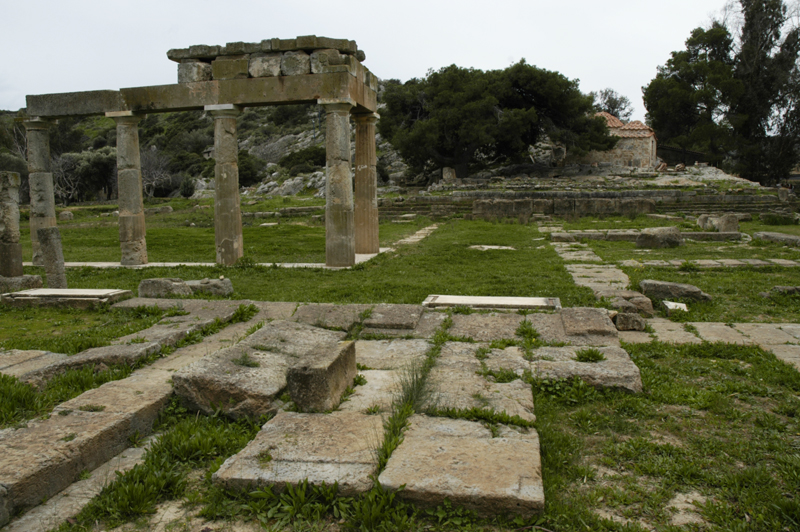
بقايا ملجأ أرتميس في براورون.

وجدت بعض الأراضي، في العصور القديمة والإغريقية التقليدية، التي تُنسب كأراضي وملاجئ مقدسة لأرتميس، أهمها ملجأ «أرتميس أورثيا»، الذي يُعتبر إحدى أكثر المناطق الدينية أهمية في ولاية اسبارطة الإغريقية، وقد شكّل المقر الديني لأتباع ديانة أورثيا، وقد وُجدت هذه المعتقدات قبل ظهور الأساطير الأولمبية. صُورت أرتميس في العادة كأرتميس أورثيا على هيثة «بوتنيا ثيرون».
كذلك، وُجد ملجأ آخر منسوب إليها في «براورون»، في الساحل الشرقي لآتيكا، حيث انتشرت ديانة «أرتميس براورنيا»، وقد وُجدت فيها تماثيل لأطفال صغار، وبعض المجوهرات والأثريات المختلفة. يعود هذا المعبد، بحسب تقدير الخبراء وعلماء الآثار، إلى القرن السادس قبل الميلاد، ولم يُحفظ فيه إلا القليل من المعلومات بعد أن دمره الفرس حوالي سنة 480 ق.م.

### عبادتها في المجموعات الأسطورية

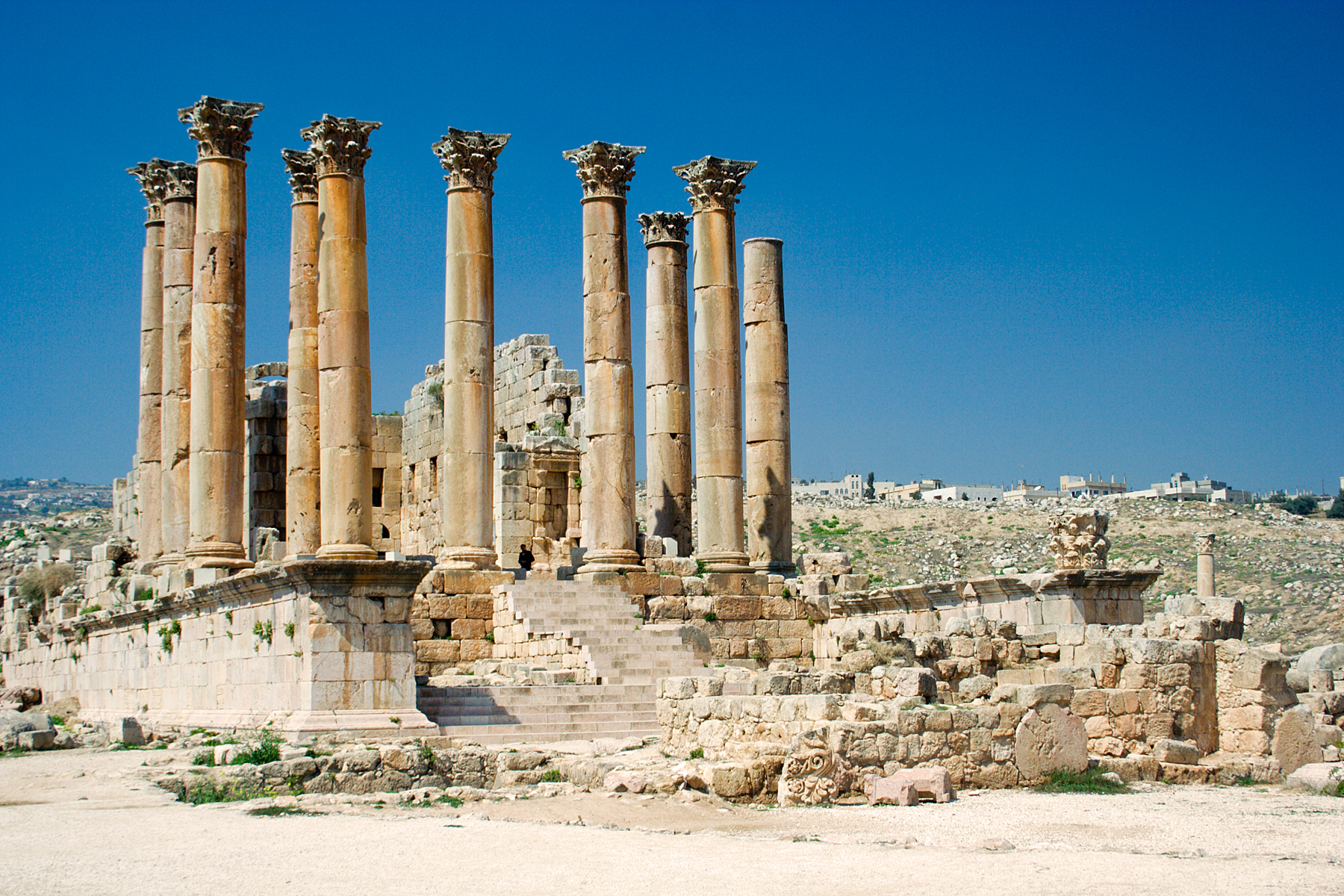
معبد أرتميس الروماني في جرش، الأردن، بني خلال عهد الإمبراطور أنطونيوس بيوس.

#### هايبربوريوي
اعتبر كلًا من أرتميس وأخيها أبولو الإلهان الراعيان لهذا الشعب الأسطوري، الذي كان يعيش في منطقة بعيدة في الشمال يسود فيها فصل الربيع، حيث ذُكر أنه قد بُنِيَ عددًا من المعابد الخاصة بهما.

#### الأمازونيات
كانت أرتميس تعتبر الإلاهة الراعية لشعب الأمازونيات، وكن مجموعة أسطورية من النساء اللاتي يعشن في استقلالية نسبية من الرجال، وهن ضليعات بأمور الحرب والصيد. كذلك، اعتبرت أفضل أسلحتهن السهام والقوس. تتحدث بعض الأساطير عن مساهمة الأمازونيات في بناء معبد أرتميس في أفيسوس، وبنائهن للعديد من المعابد قربانًا لها، وكثيرًا من التماثيل الخشبية التي تمثلها.

## تمثيلها في الفنون والآداب وأساطير أخرى

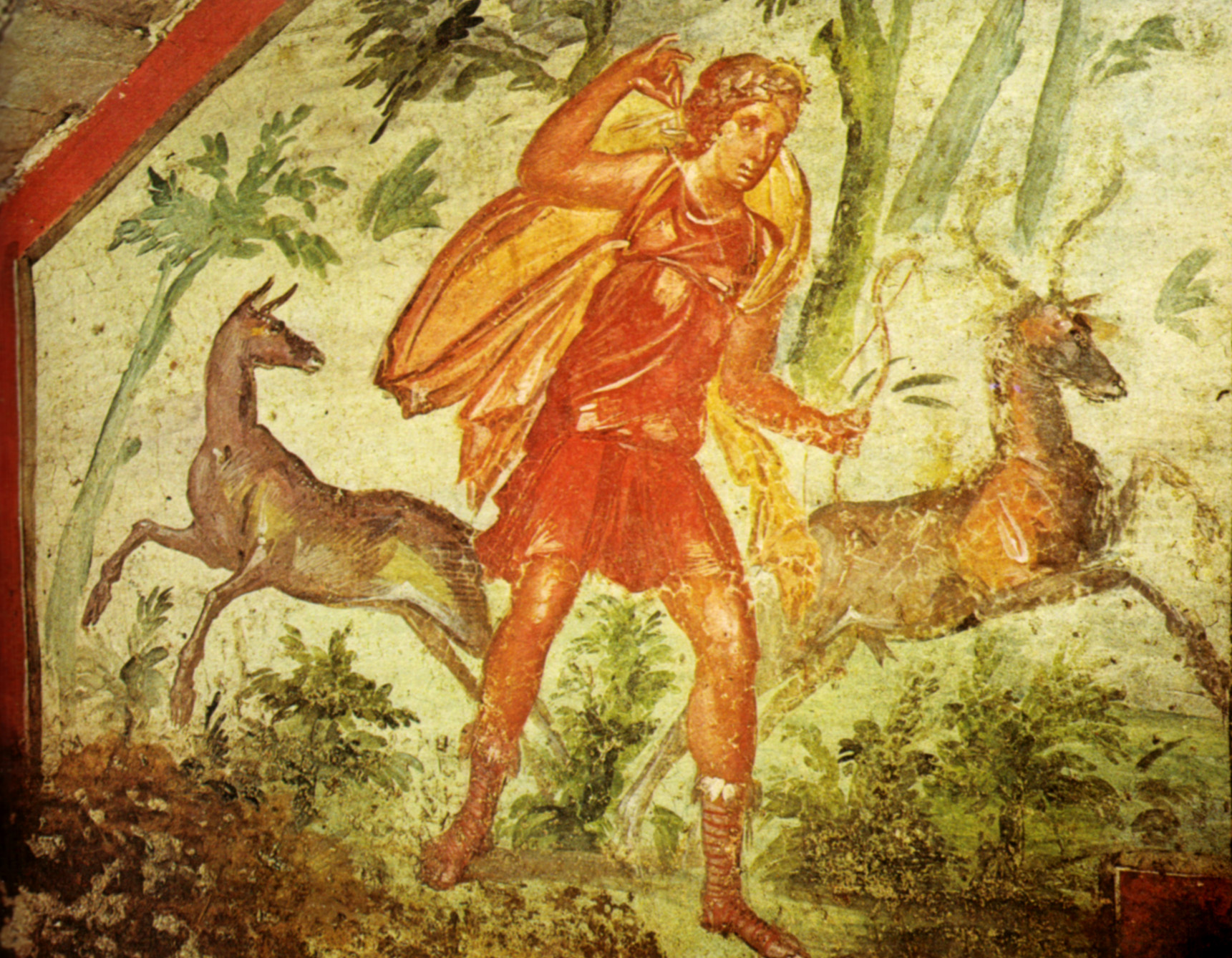
رسم روماني لديانا وهي تصطاد الأيائل.

### في الفنون
اختلفت طرق تمثليها بحسب الوظائف أو الأساطير التي كانت تنسب إليها باختلاف الفترات الزمنية والثقافات، فكانت الشعوب القديمة تصورها في العادة كملكة الوحوش المجنحة «بوتنيا ثيرون»، والتي تظهر حاملة بعض الحيوانات البرية في يديها، كالنمر والأسد.

أرتميس بريشة فيلهلم هامرشوي بين 1893-1894. المعرض الوطني للدنمارك في كوبنهاغن.

أما في الفنون الإغريقية التقليدية، وفي المنحوتات الأكثر حداثة، تصوّر أرتميس كإلهة شابة ويافعة، ترتدي تنورة (أو ملابس خاصة بالفتيات) وجزمة  - حيث نفي هوميروس كونها «رجولية» في الإلياذة، وتحمل معدات خاصة بالصيد، أشهرها القوس والسهام، أو الرماح. وفي بعض الأحيان تحمل أشياء مختلفة بحسب الأسطورة أو النمط المراد تقديمة في التمثال أو اللوحة. إلى جانب ذلك، تتواجد حولها حيواناتها المقدسة، كالأيل في أكثر الأحيان، أو حورياتها.

### في الآداب
ذكرت أرتميس في النصوص والكتب القديمة، والتي تتحدث عن الأساطير وكيفية تكونها، وقصة الإغريق القدامى بشكل خاص، حيث لعبت أدوارًا جسدت شخصيتها. كما مُثلت ووصفت بشكل دقيق في الإلياذة، وذكرت في مواضع عدة في الأوديسة وكتاب التحول لأوفيد.
إلى جانب ذلك، فقد ألهمت قصصها العديد من المقولات والأشعار الحديثة، وبشكل أخص قصتها مع الصياد «أكتيون»، حيث فُسِّرَ المغزى منها واستخدامها لتوضيح المواقف المقاربة لها.

### في أساطير أخرى
ذكرت أرتميس في بضعة أساطير ذات أصل يوناني وأخرى ذات أصول شرقية اقتبسها الإغريق خلال العهد الهيليني.

#### أرتميس وأكتيون

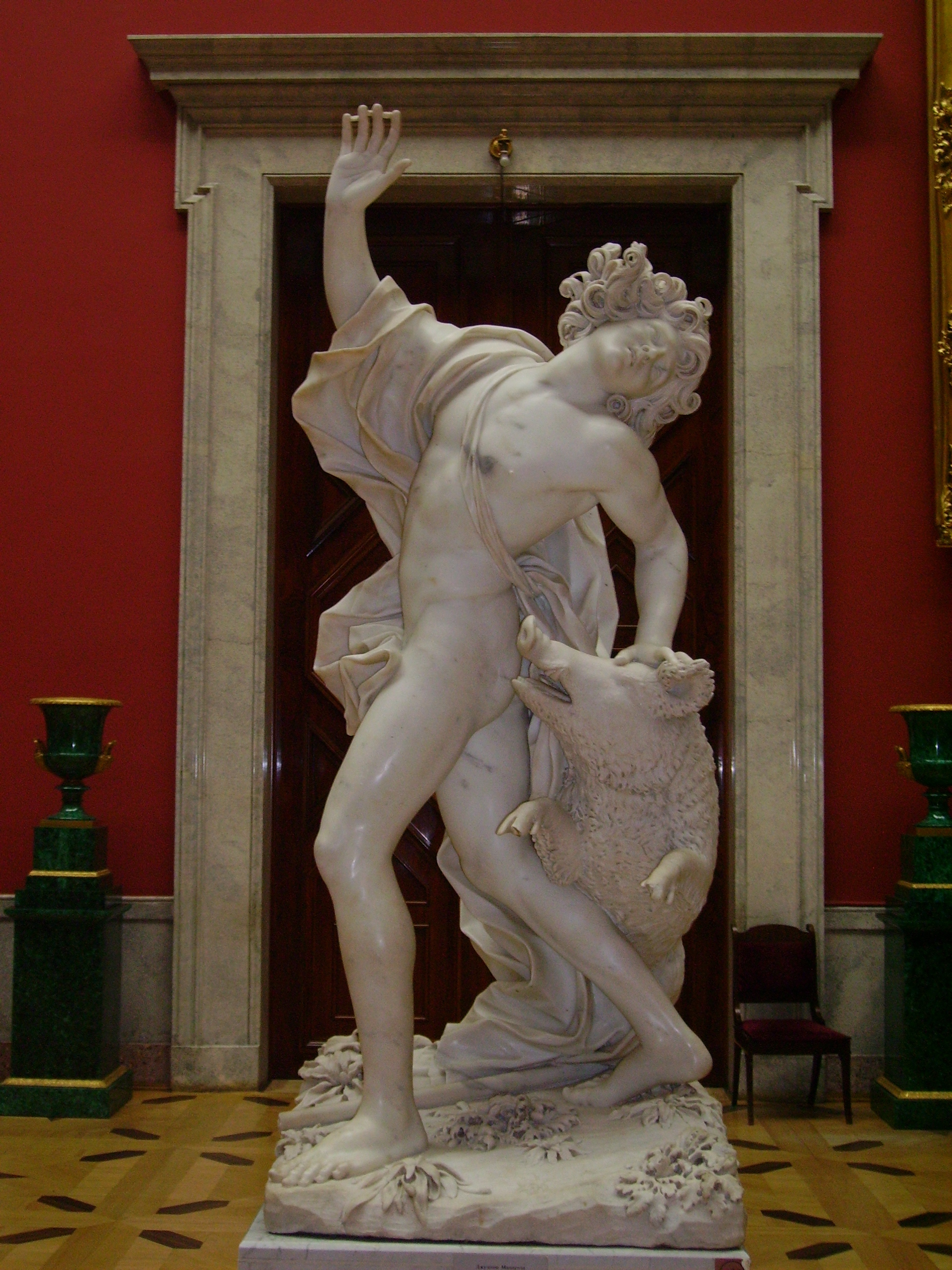
موت أدونيس، منحوتة لغوسيب مازولي، في متحف الإرميتاج.

كانت أرتميس تستحم في بحيرة على جبل كيثايرون عندما عثر عليها صدفة الأمير والصياد الطيبي، أكتيون. تقول إحدى نسخات هذه القصة أن أكتيون اختبأ بين الشجيرات واستمر باستراق النظر إليها وهي تستحم؛ فأصيبت أرتميس بغضب عارم عندما اكتشفته وحولته إلى أيل ثم قامت كلابه الخاصة بمطاردته وقتله. وبالمقابل، فإن نسخة أخرى تنص على أن أكتيون تفاخر بأنه صياد أمهر من أرتميس، فقامت الأخيرة بتحويله إلى أيل وقامت كلابه بالاقتيات عليه.

#### أرتميس وأدونيس
كان أدونيس إلهً تمت إضافته إلى أساطير الإغريق بوقت لاحق، خلال العهد الهيليني، وفي بعض النسخ من قصته، قامت أرتميس بإرسال خنزير بري كي يقتله عقابا له لمفاخرته الفاحشة حول أنه صياد يفوق أرتميس مهارة بأشواط.
وفي نسخ أخرى، قامت أرتميس بقتل أدونيس بدافع الانتقام. وفي أساطير لاحقة، يظهر أدونيس على أنه كان مفضلا عند أفروديت، التي كانت مسؤولة عن موت هيبولايتوس، الذي كان مفضلا عند أرتميس. وبالتالي قامت الأخيرة بقتل أدونيس انتقاما لموت هيبولايتوس.

#### أرتميس وأوريون
كان أوريون مرافقا لأرتميس أثناء صيدها، وبعض النسخ من القصة تنص على أنه قُتل على يد أرتميس، بينما تنص نسخ أخرى على أنه مات بواسطة لدغة عقرب أرسلته غايا. وفي نسخ أخرى حاول أوريون أن يغوي «أوبيس»، إحدى أتباع أرتميس، فقامت بقتله، وفي نسخة ألفها الشاعر الإغريقي «أراتوس»، حاول أوريون أن يسرق رداء أرتميس فقتلته دفاعا عن نفسها.
وتقول قصة أخرى أن أبولو كان من أرسل العقرب. ووفقا للكاتب اللاتيني، «غايوس يوليوس هايغينوس»، كانت أرتميس مغرمة بأوريون في فترة من الفترات (على الرغم من مصدر هذه الرواية، فإنها تبدو وكأنها بقية نادرة من الحالة التي كانت عليها قبل أن تصبح من الآلهة الأولمبية الإثنا عشر، أي عندما كانت تُصور على أنها تتخذ رفاق وقرائن)، لكنه خُدعت لتقوم بقتله من قبل أخيها أبولو، الذي كان يحمي عذراوية شقيقته.

## رموزها ومقدساتها وممتلكاتها

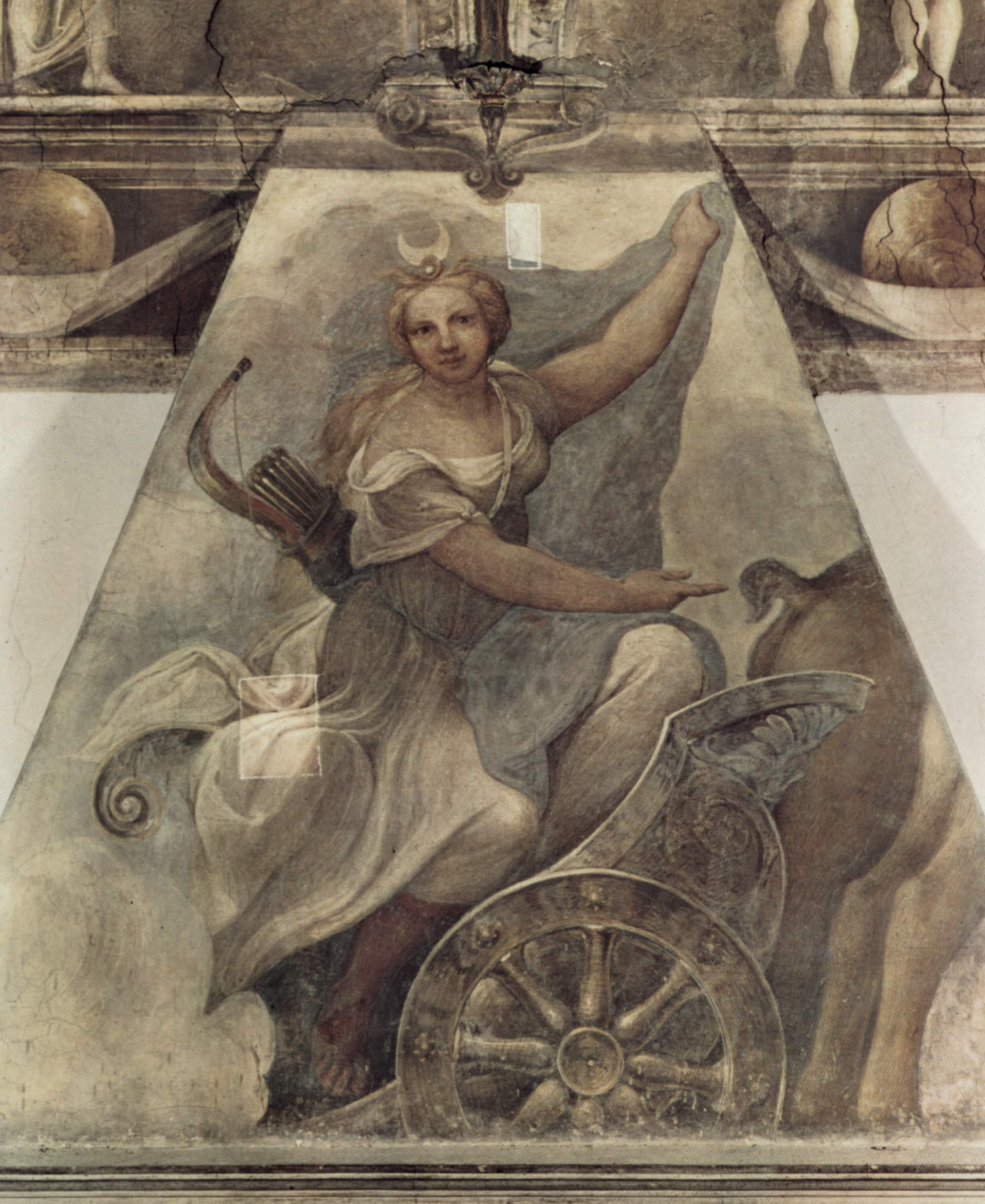
لوحة لأرتميس تبين الرموز التي ارتبطت بها، وهي رمز الهلال على جبينها، السهام في جعبتها، والعربة التي تقودها.

هناك العديد من الرموز التي تُرْبَط بالآلهة المختلفة بحسب وظائفهم، وكانت من أشهر الرموز التي ارتبطت بها تلك المتعلقة بالصيد وأدواته، القمر، الرقص والموسيقى، والطبيعة. كذلك، فقد اعتبرت الحيوانات وبعضًا من النباتات كرموز مقدسة لها. استخدمت هذه الرموز عادة من قبل النحاتين والرسامين والأدباء.

### أدوات الصيد والأسلحة
من أشهر الرموز التي صاحبت أرتميس، حتى عند تمثيلها فنيًا، هي كل ما له علاقة بالصيد، حيث يمثل وظيفتها بشكل مباشر. من أكثر أدوات الصيد التي قامت باستخدامها، القوس والسهام، والتي كانت ذهبية في بعض الأساطير كتلك الخاصة بأخيها أبولو، أو فضية. وقد كانت هذه الأدوات الأكثر مناسبة لها، حيث كانت تجيد الرماية. إلى جانب ذلك، فقد اعتبرت شباك الصيد والرماح، وإناث كلاب الصيد التي كانت ترافقها أثناء رحلاتها من أشهر رموزها.

### الموسيقى والرقص
وجدت أرتميس في بعض الأحيان حاملة آلة موسيقية، وهي القيثارة. كذلك، عُرفت بقدرتها وحبها للرقص، حيث كانت تبارك الحيوانات أثناء رقصها وتشترك عادة في الرقص مع حورياتها، كما ارتدت صنادل فضية أثناء ذلك.

### الكائنات المقدسة
قدّست أرتميس العديد من الحيوانات والأشجار، وصغارها بشكل خاص، حيث ذُكر في العديد من الأساطير أنها تتمتع بمصاحبة الحيوانات والجلوس في أحضان الطبيعة. وهي تفضل بعضًا من الأنواع على غيرها، على غرار الأيل، والدب (حيث عرفت حورياتها باسم الدببة الإناث)، والخنزير البري، وبعض الطيور مثل الحجل الذي كان يعتبر حيوانًا عزيزًا بالنسبة لها، والصقر، وحتى أسماك المياه العذبة، حيث وجدت بعض الينابيع في المعابد الخاصة بها، ويعتقد بأنها كانت تحوي أسماكًا من هذا النوع. كما اعتبرت أرتميس شجرة السرو الفضية من أقدس الأشجار، إلى جانب بعض الأعشاب والشجيرات التي رُبِطَت بها في بعض العقائد، أو بسبب ارتباطها بالإلهة «هيكاتي». بالإضافة إلى ما سبق، فقد تأثرت أرتميس أيضًا بالكائنات التي تفضلها ليتو، مثل طائر السمانى وشجرة النخيل.

### رموز أخرى
في بعض الأحيان، كانت أرتميس تُعرف بإلهة للقمر، لذا فقد كان رمز الهلال أو القمر منسوبًا إليها، حيث تشير الأساطير إلى وجود رمز هلالي على قوسها. إلا أن رمز الهلال لم يُربط بها من الناحية الفنية إلا في العصور الأكثر حداثة.
كذلك، كانت أرتميس أحيانًا تحمل مشاعل، مما جعلها تُقورن مع «هيكاتي» من هذه الناحية، حيث وجدت بعض التماثيل لها وهي تحمل المشاعل وبعض الأشياء الأخرى كالحيوانات والأفاعي. إلى جانب ذلك، فقد ذُكر عن أرتميس بأنها تقود عربة ذهبية خاصة بها، ولذلك، فقد وجدت بهذه الصورة في العديد من الأساطير.

## الألقاب

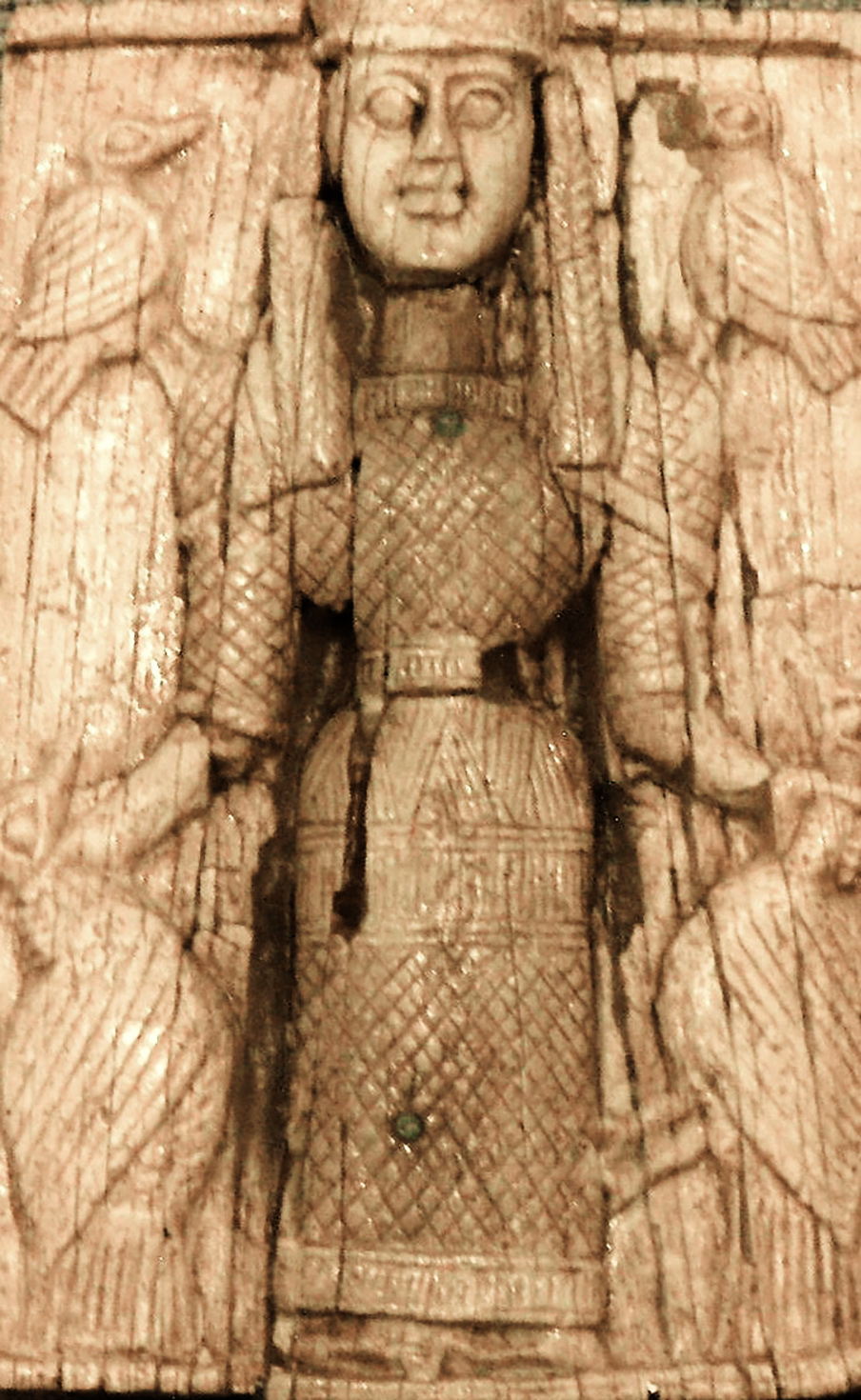
بوتنيا ثيرون.

أطلقت عليها ألقاب عديدة لتمثيلها، وقد تكون هذه أيضًا أسماء آلهة أخرى عُرِفَت بأرتميس:
- بوتنيا ثيرون (صاحبة الحيوانات المتوحشة)، كما وصفها الشاعر هوميروس في الإلياذة، وهي في الأصل اسم لآلهة أخرى من ثقافة مختلفة، ولكنها تنطبق أيضا على أرتميس، بما أن هذا الاسم أُطلق على آلهة وأبطال إناث أخرى ات يُربطن عادةً بحيوانات مختلفة،[49] ويُحتمل بأن جذور هذا الللقب تعود لحضارات قبتاريخية، أي في الفترة عندما كان البشر لا يزالون يعتمدون على الصيد كمصدر القوت الرئيسي.
- كوروتروفوس (التي تعتني بالشباب).
- لوكيا (المساعدة عند الإنجاب).
- أغروتيرا (الصيادة).
- سينثيا (هذا الاسم مأخوذ من المكان الذي ولدت فيه، في جبل سينثوس على جزيرة ديلوس).[40]
- أرتميس ديلوس (إشارة إلى الجزيرة التي ولدت فيها).

## ارتباطها بآلهة أخرى

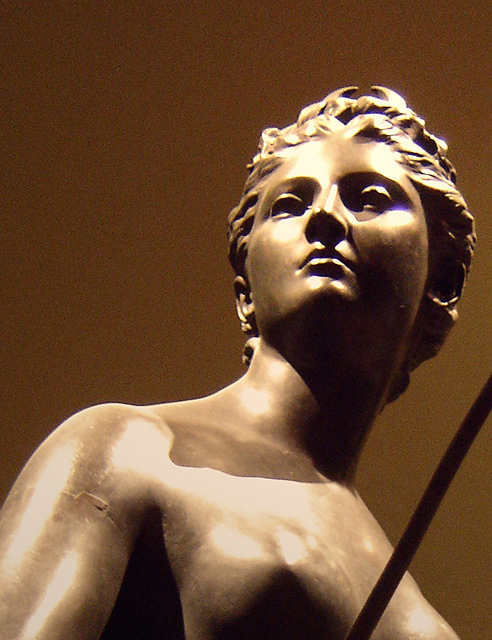
ديانا الصيّادة، منحوتة برونزية بواسطة «جون أنطوان هودون» (1741-1828).

لطالما تم ربطها بالخطأ وتعريفها بعدة آلهة من النساء، وأشهر هذه الارتباطات هي تلك بإلاهة القمر سيليني، بسبب استخدامها هذا الرمز، إلى جانب كونها تضيء السماء في الليل بواسطة سهامها. إلى جانب ذلك، فقد عُرِفَت أحيانا بهيكاتي، إلاهة الليل والشعوذة، بسبب تقديم كلتاهما المساعدة لديميتر أثناء بحثها عن بيرسيفوني، إلا أن هيكاتي تنتمي إلى عرق التايتن، بخلاف أرتميس. ونتيجة لهذا الارتباط، فقد عرفت «ديسبواني»، وهي إلاهة من أركاديا لها نفس وظيفة ومقام هيكاتي، بأرتميس أيضًا.
كذلك، ارتبطت «بديكتاينا» التي تعرف أيضًا «ببريتومارتيس»، وهي الآلهة التي اخترعت شباك الصيد، وكانت تعتبر آلهة الصيد في جزيرة كريت، ورفيقة لأرتميس في الصيد، إلى جانب النقاط المشتركة فيما بينهما من ناحية الشكل والرموز المصاحبة لهما، بما فيها الجمال، وحمل المشاعل.
هذا الارتباطات أدت إلى إرباك بعض الأساطير، بل وحتى المعتقدات والشعائر، حيث كانت توصف أرتميس أحيانًا عن طريق الخطأ بهذه الآلهة وتنسب إليها بعضًا من أساطيرهن المتناغمة مع طباعها.

### ارتباطها بآلهة غير إغريقية
تطابقت أوصاف أرتميس مع عدة آلهة في ثقافات وأساطير غير إغريقية، ولعل من أكثرها شهرة وجود إلاهة صيد رومانية تقابل أرتميس، حتى في الأساطير المتعلقة بها وطرق تمثيلها فنيًا وأدبيًا. ونتيجة لاستمداد الكثير من مواصفات أرتميس من العصور المختلفة التي شملت ثقافات متعددة ذات تجسيدات مميزة لهذه الآلهة، فقد أمكن ارتباطها وتعريفها بآلهة أخرى استمدت من الثقافة الإغريقية، ومن بينها «بيندس» في الثقافة الثراشية، والإلهة الفرعونية «باستت»، والتي كانت ابنة إيزيس، التي تقابل ديميتر في الثقافة الإغريقية عوضا عن ليتو، إلا أن أوتو (ليتو بالإغريقية) كانت بمثابة حاضنتها وراعيتها.

## مواضيع ذات صلة
| - برونتي وآسترابي - أبولو(أبولون) - ليتو | - هيكل آرتميس - أفيسوس |

## وصلات خارجية
- معلومات بالتفصيل حول آرتميس
- مقاطع من الإلياذة والأوديسة التي تم ذكر آرتميس فيها
- قاموس للتحف الإغريقية والرومانية (1890) (ج.إ ماريندين، وليام سميث، LLD، وليام وايت).